# قالی مود
قالی مود گونه‌ای قالی ایرانی است که در شهر مود تولید می‌شود. این قالی از شهرت جهانی برخوردار است.

## پیشینه
اگرچه مود سابقه‌ای کهن در فرشبافی دارد، اما اوج معروفیت جهانی‌اش را پس از تجدید حیاتی که در اواخر صفویه و اوایل دوران قاجار داشت، کسب کرده‌است.